# Aloes zwyczajny

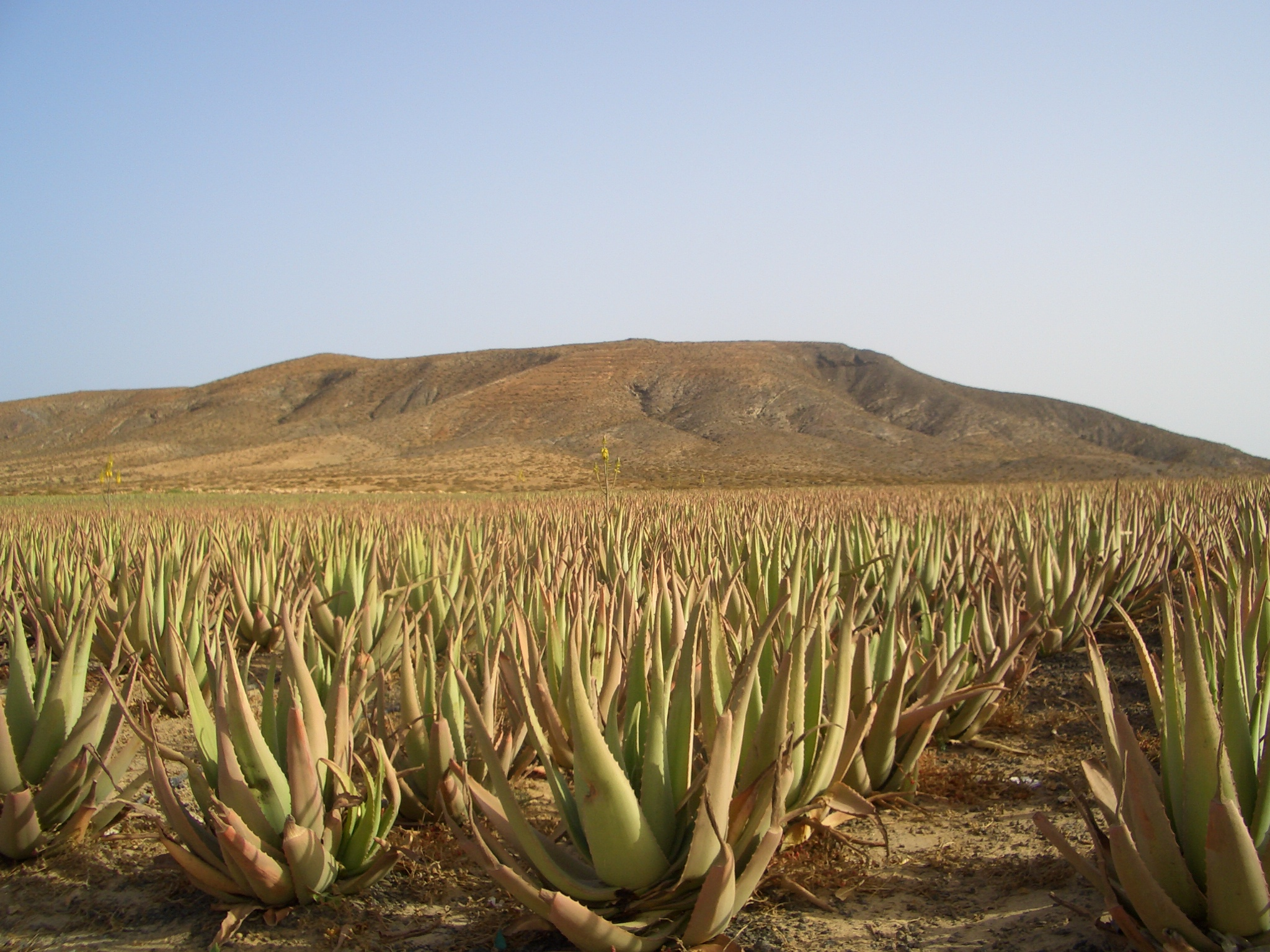
Aloes w uprawie

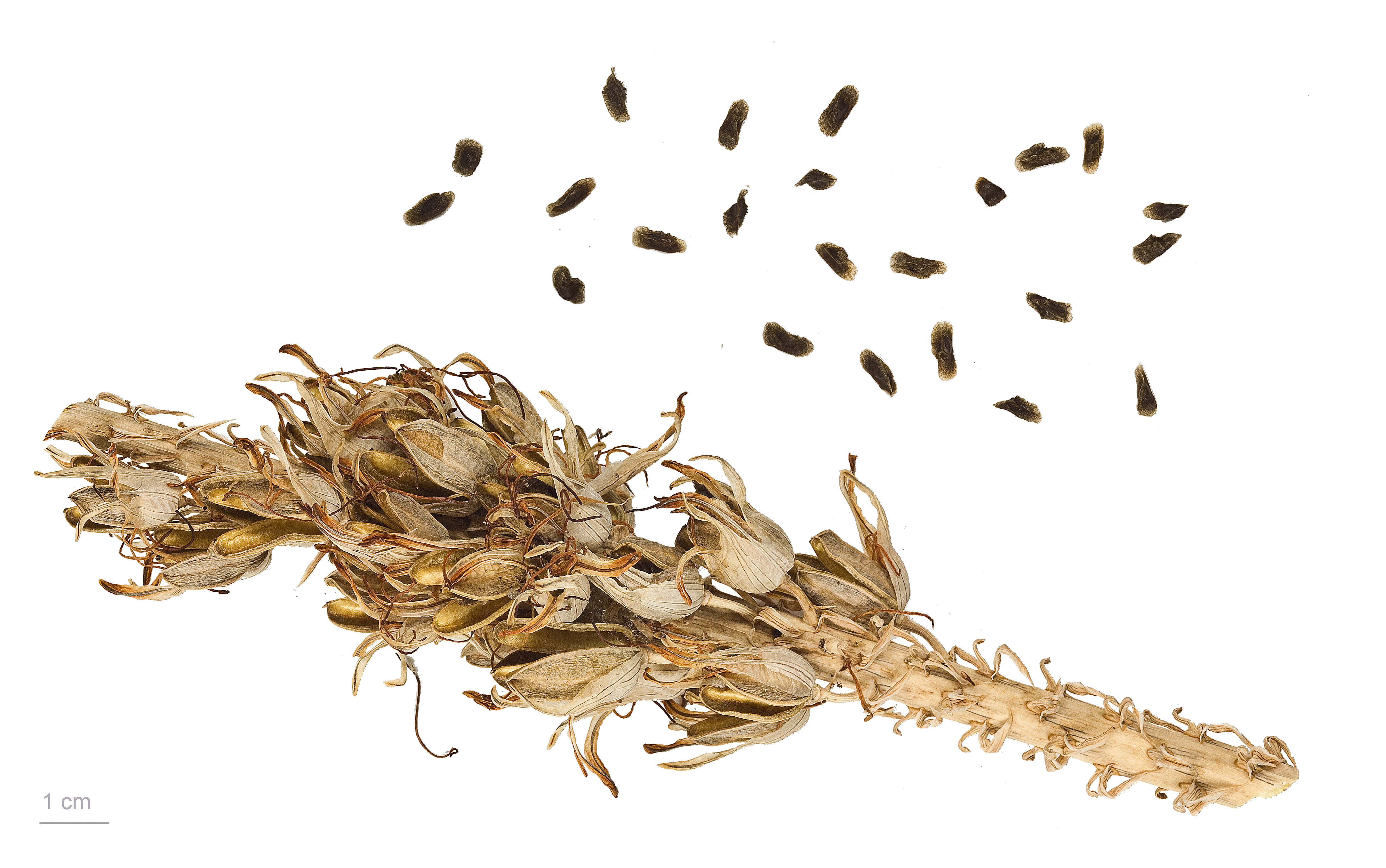
Owoce i nasiona

Aloes zwyczajny, aloes barbadoski (Aloe vera (L.) Burm. f.) – gatunek byliny pochodzący z terenów Afryki i Azji Mniejszej.

## Etymologia
Nazwa rodzajowa Aloe pochodzi według części źródeł od arabskiej nazwy tych roślin, a według innych stanowić ma zapożyczenie z greki (aloē) do łaciny (aloe) o nieznanym znaczeniu pierwotnym, choć część źródeł łączy te interpretacje, wskazując na stosowanie w dawnej grece i języku arabskim słowa aloë w odniesieniu do tych roślin. Epitet gatunkowy vera pochodzi od łacińskiego verus oznaczającego „prawdziwy, rzeczywisty”. 

## Morfologia
PokrójWysokość do 80 cm, tworzy liczne odrosty.
LiścieSzarozielone, za młodu biało nakrapiane.
KwiatyO żółtej koronie, zebrane w wydłużone grona.

## Właściwości fitochemiczne
Soczyste liście aloesu składają się w 96% z wody. W pozostałych 4% masy stwierdzono obecność wielu składników odżywczych oraz ok. 270 różnych składników o dużej aktywności biologicznej. Liście aloesu zawierają dużą ilość błonnika ok. 73% suchej masy oraz popiołu ok. 16,9%. W skład liści wchodzą również tłuszcze (ok. 2,9%). Aloes jest cennym źródłem białek, które występują w postaci łatwo przyswajalnych aminokwasów. W aloesie wykryto 18 aminokwasów z 22, które występują w żywności, w tym 7 egzogennych. Związkami wielkocząsteczkowymi, które występują w aloesie są polipeptydy, które hamują wzrost grzybów. Ważnym składnikiem aloesu są polisacharydy, które są podstawowym składnikiem tzw. substancji śluzowych żelu aloesowego.

## Zastosowanie

### Roślina lecznicza
Surowiec zielarskiAlona barbadoska (Aloe barbadensis) – zagęszczony i wysuszony sok z liści o  wyglądzie ciemnobrunatnej, lekko błyszczącej lub matowej masy. Surowiec powinien zawierać nie mniej niż 28,0% pochodnych hydroksyantracenu w przeliczeniu na barbaloinę. Tylko słabe dowody uzasadniają wykorzystanie aloesu w celach zdrowotnych. Być może okłady z aloesu przyspieszają gojenie się poparzeń I i II stopnia oraz odmrożeń, pomagają w niektórych chorobach skóry (np. łuszczycy), natomiast stosowany doustnie obniża poziom glukozy i lipidów we krwi u pacjentów z cukrzycą i zespołem metabolicznym. Aloes ma silne działanie przeczyszczające.
Według niektórych źródeł należy unikać długotrwałego zażywania ze względu na ryzyko zapalenia nerek oraz prawdopodobnego działania kancerogennego.
Przeciwwskazania: nadwrażliwość na składniki leku oraz karmienie piersią.

### Roślina kosmetyczna
Aloes zwyczajny wykorzystywany jest powszechnie w przemyśle kosmetologicznym. Zawarty jest przede wszystkim w preparatach do leczenia skóry trądzikowej oraz do pielęgnacji wszystkich typów włosów (likwiduje łupież, wzmacnia włosy oraz przeciwdziała ich wypadaniu). Działa również jako naturalny antyperspirant. Wspomaga gojenie się różnych zmian skórnych. Aloes wnika w głąb skóry wraz z innymi substancjami czynnymi zawartymi w kosmetykach. Używa się go do produkcji balsamów kremów oraz szamponów do włosów.

### Roślina ozdobna
W krajach o zimniejszym klimacie jest uprawiany jako roślina doniczkowa.

### Inne zastosowania
Balsamowanie zwłokW czasach biblijnych, Żydzi używali olejku aloesowego do balsamowania zwłok.